# Veletice
Veletice jsou vesnice, část obce Holedeč v okrese Louny. Nachází se asi 2 km severovýchodně od Holedeče. Prochází tudy železniční trať Lužná u Rakovníka – Chomutov. V roce 2011 zde trvale žilo 86 obyvatel.
Veletice je také název katastrálního území o rozloze 4,67 km².

## Historie
První písemná zmínka o vsi v podobě přídomku pochází z roku 1340. Tehdy na kupní smlouvě mezi augustiniány z Roudnice a vladyky z Blahotic vystupuje šlechtic Bohunek z Veletic. Vladykové s přídomkem "z Veletic" se naposledy v písemných pramenech připomínají v roce 1466, pak se z historie ztrácejí. Veletice byly založeny při Blšance jako ulicová vesnice. Při západní části komunikace procházející vsí ležel vrchnostenský dvůr s tvrzí. Od začátku 16. století na ní sídlili příslušníci rodu Sekerků ze Sedčic. To trvalo až do roku 1623. Tehdy byly Veletice konfiskovány Bedřichu Sekerkovi, který se aktivně zúčastnil stavovského povstání. Od královské komory je koupil Jan Kryštof svobodný pán z Paaru, který byl dědičný poštmistr ve Štýrsku a postupně tento titul získal i pro Čechy, Slezsko a Uhry. Veletice se tak načas staly součástí panství Měcholupy, které bylo rovněž v rukou Paarů. V roce 1750 koupil Veletice se Stránkami hrabě Leopold Clary-Aldringen a připojil je k panství Dobříčany, kde zůstaly až do zrušení vrchnostenské správy v roce 1849.
Ve vsi se už od období raného novověku pěstoval chmel, Veletice patřily do žatecké chmelařské oblasti. Roku 1878 zde byla v čp. 2 zřízena jednotřídní škola, hasičský sbor vznikl roku 1899. Zhruba od poloviny 17. století se Veletice postupně poněmčovaly. Při sčítání lidu roku 1921 se z 372 obyvatel k české národnosti přihlásilo jen 14 osob. V průběhu roku 1946 bylo z Veletic odsunuto 269 Němců. Nahradili je přídělci z řad volyňských Čechů a osídlenců z vnitrozemí, kteří co do počtu přídělů lehce převažovali (28:20).

## Obyvatelstvo
Při sčítání lidu v roce 1921 zde žilo 372 obyvatel (z toho 174 mužů), z nichž bylo čtrnáct Čechoslováků, 356 Němců a dva cizinci. Kromě pěti židů, pěti příslušníků jiných nezjišťovaných církví a jednoho člověka bez vyznání byli římskými katolíky. Podle sčítání lidu z roku 1930 měla vesnice 394 obyvatel: 38 Čechoslováků, 353 Němců a tři cizince. V náboženské struktuře převažovali katolíci, ale žilo zde také šestnáct evangelíků, jeden člen jiných církvi a tři lidé bez vyznání.
|                                                                       | 1869 | 1880 | 1890 | 1900 | 1910 | 1921 | 1930 | 1950 | 1961 | 1970 | 1980 | 1991 | 2001 | 2011 |
| --------------------------------------------------------------------- | ---- | ---- | ---- | ---- | ---- | ---- | ---- | ---- | ---- | ---- | ---- | ---- | ---- | ---- |
| Obyvatelé                                                             | 396  | 399  | 404  | 461  | 400  | 372  | 394  | 180  | 175  | 161  | 118  | 102  | 82   | 86   |
| Domy                                                                  | 60   | 61   | 64   | 76   | 73   | 82   | 84   | 65   | .    | 47   | 40   | 56   | 56   | 58   |
| Počet domů z roku 1961 je zahrnut v celkovém počtu domů obce Holedeč. |      |      |      |      |      |      |      |      |      |      |      |      |      |      |

## Pamětihodnosti
- Venkovská usedlost čp. 36.[11]
- Kaplička postavená před rokem 1835, kdy je uvedena na seznamu kaplí a křížů Litoměřické diecéze.

## Rodáci
- Adolf Seifert (1826–1910), lékař a historik Žatce
- Carl Schlimp (1834–1901), architekt

## Galerie

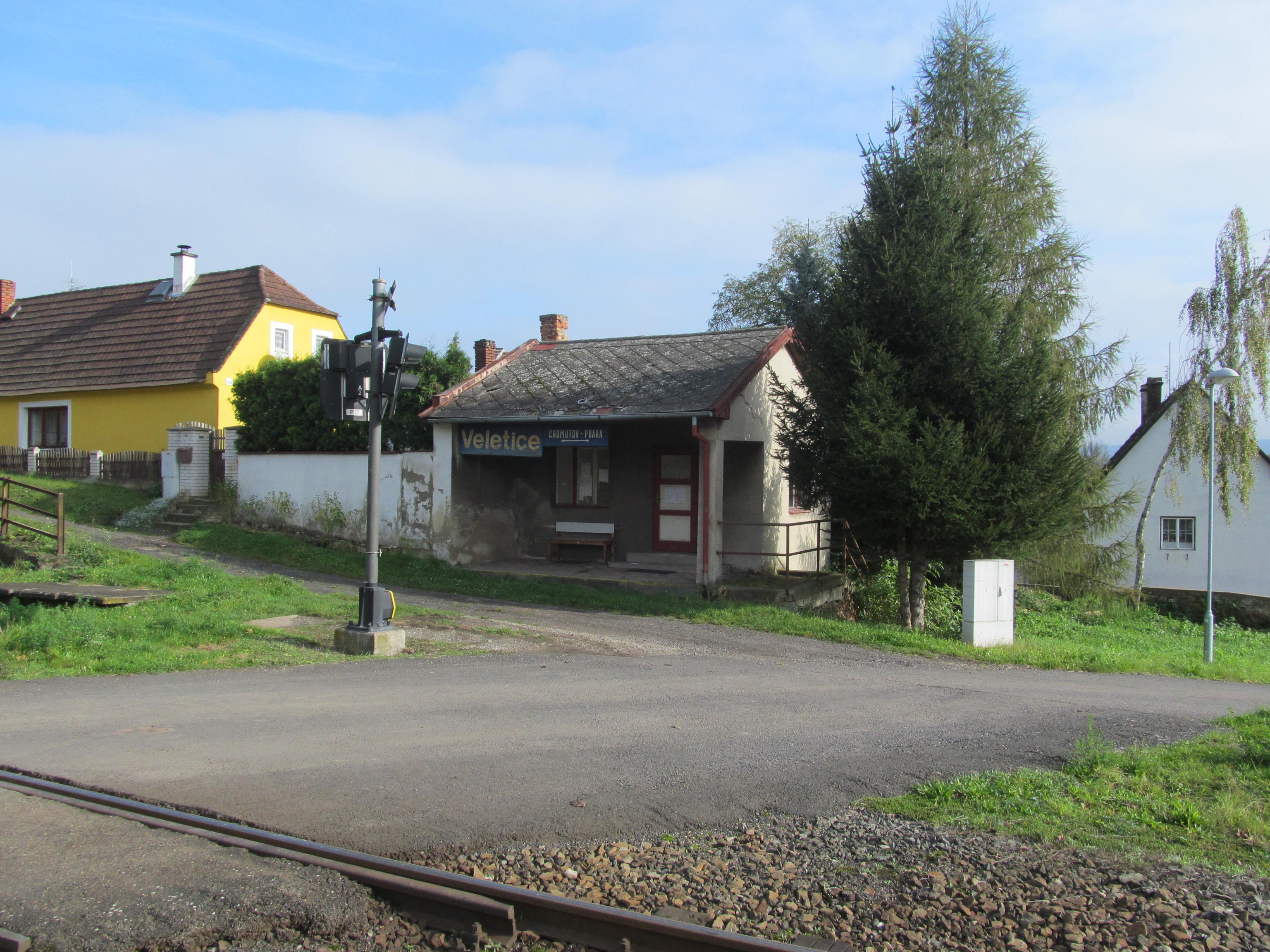
Železniční zastávka
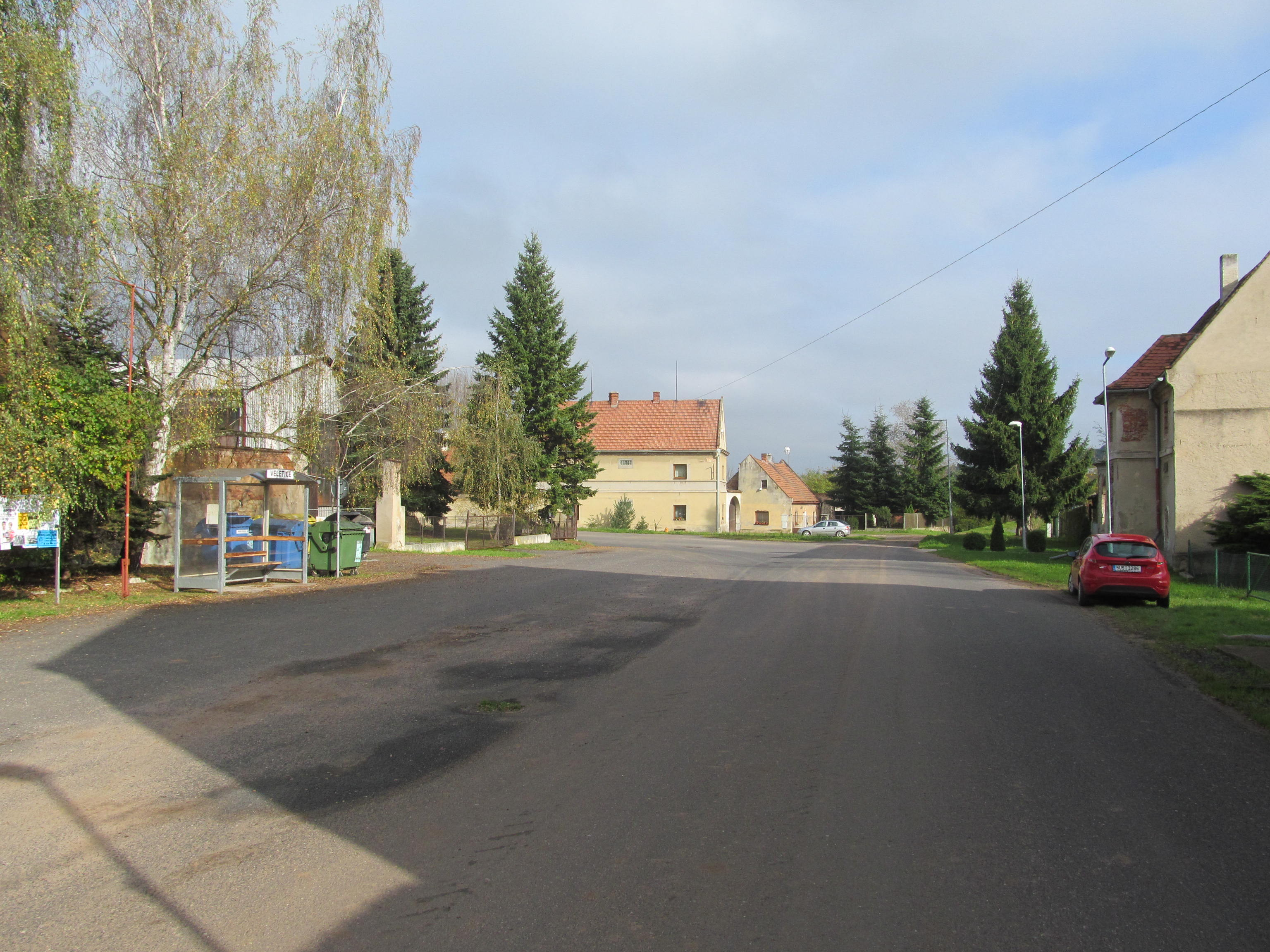
Náves
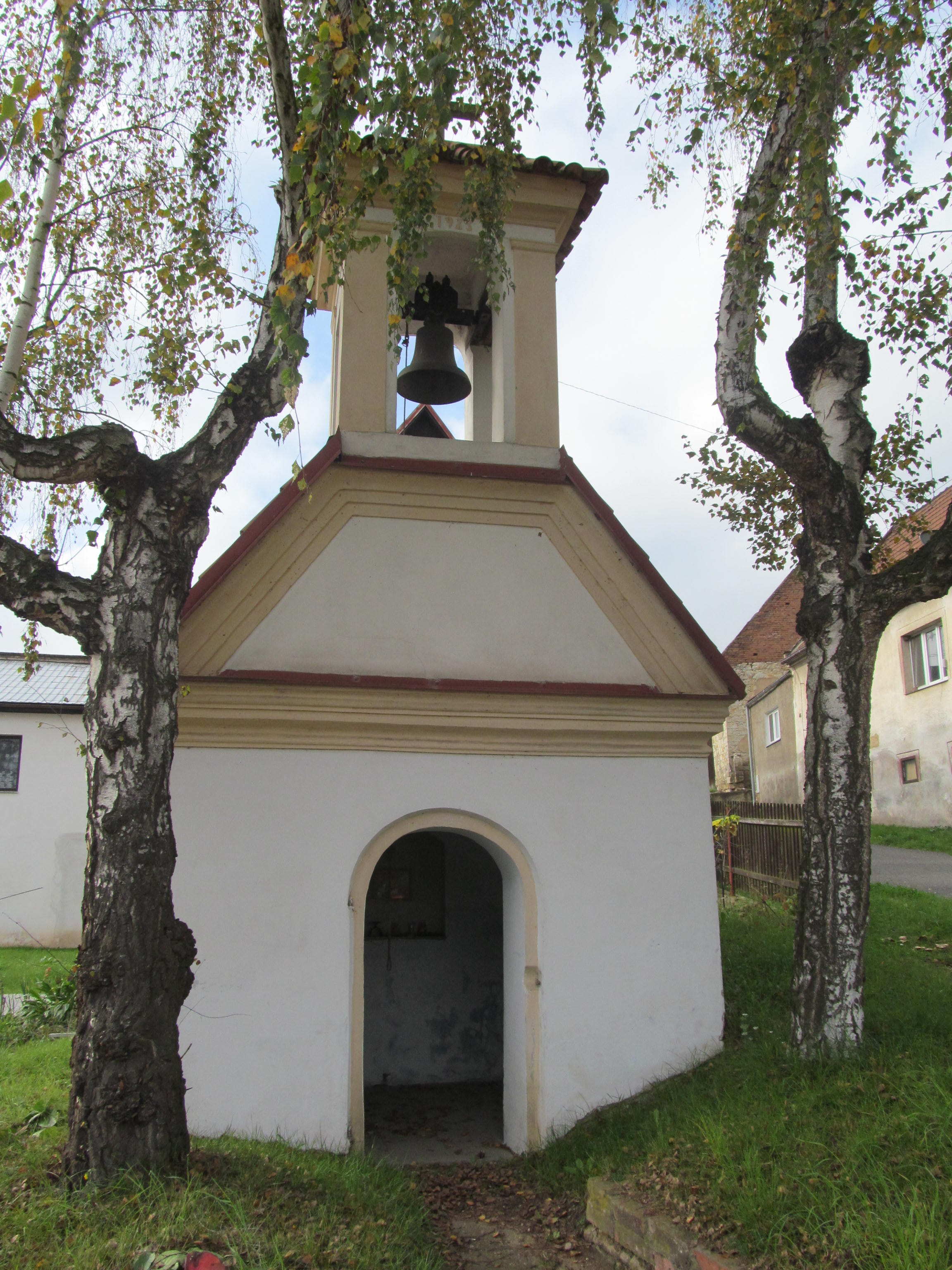
Kaplička